# Старое здание парламента (Сингапур)
Старое здание парламента или Дом искусств в Старом здании парламента — сооружение в Сингапуре. В настоящее время оно служит многопрофильным домом искусств, местом проведения художественных выставок, концертов и других культурных мероприятий. Здание ранее служило местом для заседаний Парламента Сингапура с 1965 по 1999 год, пока он не переехал в новое соседнее здание. Построенный в 1827 году дом является старейшим существующим зданием правительства в Сингапуре.

## История
Старое здание парламента было возведено в 1827 году в палладиевом стиле и принадлежало богатому шотландскому коммерсанту Джону Арджилу Максвеллу, жившему на острове Ява. Предназначалось же оно под его частный особняк. Архитектором был Дж. Д. Колмен (1796—1844), спроектировавший многие здания раннего колониального Сингапура. На месте нынешнего дома в то время росли джунгли, их расчищали вручную при помощи мачете. Во время реконструкции здания в 1989 году было найден ряд керамических и глиняных изделий, датируемых XIII и XIV веками.
Прежде чем Максвелл мог вселиться в свою новую резиденцию, её арендовало колониальная власть для правительственного использования. Арендная плата составила 500 индийских рупий в месяц. В июне 1827 года Главное земельное управление заключило договор с Максвеллом о 999-летней аренде. Здесь разместился суд.
В 1839 году суд переехал в новое здание. Освободившееся помещение было отдано под государственные офисы. В 1841 году резиденция Максвелла перешла в собственность правительства в ходе аукциона, цена составила $15 600. В 1875 году здесь разместился Верховный суд Сингапура
Здание несколько раз значительно расширялось. Первый раз это произошло между 1873 и 1875 годами. В 1901 году сооружение расширено в сторону реки. В результате этих преобразование здание потеряло первоначальный облик. Архитектурный стиль трансформировался из палладиевого Колмена в викторианский. Были реконструированы 2 зала судебных заседаний и построена резиденция для Генерального прокурора. После того как верховный суд перебрался в новое здание здание служило складом, а позднее после Второй мировой войны — Департаментом социального обеспечения.
Здание было вновь отремонтировано в 1953-1954 годах для создаваемого Законодательного собрания Сингапура. Проект принадлежал T.Х. Х. Хэнкоку, старшему архитектору Департамента общественных работ Сингапура.
Будучи выбранным в 1955 году Главным министром Дэвид Маршалл получил кабинет в здании. Сооружение получило статус Здания Парламента в августе 1965 года после обретения Сингапуром независимости.
Расположенный у здания бронзовый слон — подарок Чулалонгкорна или Рамы V, короля Сиама (современного Таиланда) во время его пребывания в Сингапуре 15 марта 1871 года. Первоначально он находился в Театре Виктория.
Старое здание парламента было внесено в список Памятников национального значения 14 февраля 1992 года. 6 сентября 1999 года Парламент Сингапура перебрался в новое здание, находящееся в непосредственной близости от старого.

## Дом искусства
Дом искусств в Старом здании парламента открылся в 2004 году. Здание было реставрировано с сохранением обстановки и дизайна.